# Les Gras
Les Gras és un municipi francès situat al departament del Doubs i a la regió de Borgonya - Franc Comtat. L'any 2007 tenia 731 habitants.

## Demografia

### Població
El 2007 la població de fet de Les Gras era de 731 persones. Hi havia 281 famílies de les quals 75 eren unipersonals (39 homes vivint sols i 36 dones vivint soles), 79 parelles sense fills, 107 parelles amb fills i 20 famílies monoparentals amb fills.
La població ha evolucionat segons el següent gràfic:
Habitants censats

### Habitatges
El 2007 hi havia 379 habitatges, 294 eren l'habitatge principal de la família, 46 eren segones residències i 39 estaven desocupats. 239 eren cases i 138 eren apartaments. Dels 294 habitatges principals, 203 estaven ocupats pels seus propietaris, 82 estaven llogats i ocupats pels llogaters i 9 estaven cedits a títol gratuït; 2 tenien una cambra, 23 en tenien dues, 51 en tenien tres, 75 en tenien quatre i 143 en tenien cinc o més. 248 habitatges disposaven pel capbaix d'una plaça de pàrquing. A 115 habitatges hi havia un automòbil i a 159 n'hi havia dos o més.

### Piràmide de població
La piràmide de població per edats i sexe el 2009 era:
| Homes | Edats   | Dones |
| ----- | ------- | ----- |
| 0     | 95 o +  | 0     |
| 0     | 90 a 94 | 0     |
| 0     | 85 a 89 | 12    |
| 4     | 80 a 84 | 8     |
| 12    | 75 a 79 | 24    |
| 12    | 70 a 74 | 28    |
| 16    | 65 a 69 | 8     |
| 4     | 60 a 64 | 8     |
| 8     | 55 a 59 | 12    |
| 8     | 50 a 54 | 4     |
| 28    | 45 a 49 | 20    |
| 32    | 40 a 44 | 20    |
| 16    | 35 a 39 | 24    |
| 20    | 30 a 34 | 36    |
| 16    | 25 a 29 | 16    |
| 16    | 20 a 24 | 16    |
| 0     | 15 a 19 | 20    |
| 48    | 10 a 14 | 32    |
| 36    | 5 a 9   | 8     |
| 16    | 0 a 4   | 20    |

## Economia
El 2007 la població en edat de treballar era de 464 persones, 378 eren actives i 86 eren inactives. De les 378 persones actives 359 estaven ocupades (194 homes i 165 dones) i 19 estaven aturades (6 homes i 13 dones). De les 86 persones inactives 27 estaven jubilades, 35 estaven estudiant i 24 estaven classificades com a «altres inactius».

### Ingressos
El 2009 a Les Gras hi havia 306 unitats fiscals que integraven 779 persones, la mediana anual d'ingressos fiscals per persona era de 20.956,5 €.

### Activitats econòmiques
Dels 25 establiments que hi havia el 2007, 1 era d'una empresa extractiva, 1 d'una empresa alimentària, 4 d'empreses de fabricació d'altres productes industrials, 2 d'empreses de construcció, 3 d'empreses de comerç i reparació d'automòbils, 1 d'una empresa de transport, 1 d'una empresa d'hostatgeria i restauració, 3 d'empreses financeres, 5 d'empreses immobiliàries, 2 d'empreses de serveis, 1 d'una entitat de l'administració pública i 1 d'una empresa classificada com a «altres activitats de serveis».
Dels 2 establiments de servei als particulars que hi havia el 2009, 1 era una oficina de correu i 1 fusteria.
L'únic establiment comercial que hi havia el 2009 era una botiga de mobles.
L'any 2000 a Les Gras hi havia 14 explotacions agrícoles.

## Equipaments sanitaris i escolars
El 2009 hi havia una escola elemental.

## Poblacions més properes
El següent diagrama mostra les poblacions més properes.